# Door het hart van China
Door het hart van China is een Nederlandse documentairereeks over de Volksrepubliek China van de omroep VPRO en wordt gepresenteerd door fotograaf Ruben Terlou en geregisseerd door Maaik Krijgsman. In het programma reist Terlou door China, beginnend in het noorden (de steppen van Binnen-Mongolië) en eindigend in het zuiden (de tropische kust van Macau).
Het is de opvolger van het programma Langs de oevers van de Yangtze, dat Terlou en Krijgsman in 2016 maakten en dat genomineerd werd voor de Zilveren Nipkowschijf. Terlou omschrijft Langs de oevers als introductie en Door het hart als voor gevorderden. Terlou en zijn team overwogen aanvankelijk om de vervolgserie op te nemen langs de oevers van de Gele Rivier. Terlou werd er in zijn eentje naartoe gestuurd voor onderzoek, maar slaagde er niet in spraakmakende verhalen te vergaren. Daarop werd besloten om de reis van noord naar zuid te maken. Eind 2019 kwam met Chinese dromen een derde reeks uit en in 2021 met De wereld van de Chinezen een vierde.

## Afleveringen
1. Mijnen en woestijnen (14 januari 2018) in Binnen-Mongolië, over klimaatverandering, verwoestijning en milieu (1.607.000 kijkers).
2. Dubbellevens (21 januari 2018) in Peking, over digitalisering en homoseksualiteit (1.264.000 kijkers).
3. Een koelkast voor het hiernamaals (28 januari 2018): in Shanxi en Shaanxi (o.a. Xi'an en het Terracottaleger), over Qingmingfestival, de dood, de begrafenis en alles wat daar bij komt kijken (1.276.000 kijkers)
4. Het rechte pad (4 februari 2018) in Wudang Shan, het Zhongnangebergte en Tagou Martial Arts School, over de waarde van de tao voor jongeren (1.160.000 kijkers)
5. De K-straat (11 februari 2018) in Fujian en Changsha, over vergrijzing en de overbelaste gezondheidszorg
6. De fabriek van de wereld (18 februari 2018): in Guangzhou en Shenzhen, over voetbal en industrialisering
7. De plannen van Xi (25 februari 2018): in Shenzhen en Macau, over de toekomst van China en Macau en over geavanceerde gezichtsherkennings- en veiligheidssystemen